# Джеймс, Манджрекар
Манджрекар Джеймс (англ. Manjrekar James; род. 5 августа 1993, Розо, Доминика) — канадский футболист, защитник клуба «Алахуэленсе». Выступал за сборную Канады.
Джеймс родился в Доминике. В возрасте 9 лет он вместе с родителями переехал в США.

## Клубная карьера
В 10 лет Манджрекар присоединился к «Норт-Йорк Хартс-Аддзурри». В 16 он переехал в Канаду, где стал игроком местной «Сигмы». В 18 лет Джеймс отправился на просмотр в испанскую «Мальорку», но не был подписан из-за сложностей с подписанием молодых иностранных игроков в Испании. После этого Манджрекар прошёл сборы с немецким клубом «Падерборн 07», но контракт в итоге не был подписан. В 2012 году Джеймс перешёл в венгерский «Печ», начав выступать за его молодёжный состав. 18 октября 2014 года в матче против «Ференцвароша» он дебютировал в чемпионате Венгрии. 28 февраля 2015 года в поединке против «Уйпешта» Джеймс забил свой первый гол за «Печ».
25 августа 2015 года Манджрекар перешёл в «Диошдьёр». 20 августа в матче против «Уйпешта» он дебютировал за новую команду.
По окончании сезона Джеймс вновь сменил клуб, подписав контракт с «Вашашем». 24 июля 2016 года в матче против «Дебрецена» он дебютировал за новую команду. 29 марта 2017 года в поединке Кубка Венгрии против «Уйпешта» Манджрекар забил свой первый гол за «Вашаш».
12 июня 2018 года Джеймс подписал четырёхлетний контракт с клубом датской Суперлиги «Мидтьюлланн», который сразу же отдал его в сезонную аренду клубу Первого дивизиона Дании «Фредерисия». Дебютировал за «Фредерисию» он 29 июля в матче против «Нестведа». 5 августа в матче против «Роскилле» он забил свой первый гол за «Фредерисию». В январе 2019 года «Мидтьюлланн» отозвал Джеймса из «Фредерисии». За «Мидтьюлланн» он дебютировал 13 марта в матче Кубка Дании 2018/19 против «Коллинга». В марте 2020 года Джеймс подписал с «Мидтьюлланном» новый контракт до конца 2023 года. 25 января 2021 года Джеймс был отдан в аренду греческому клубу «Ламия» до конца сезона.
1 июля 2021 года Джеймс перешёл в «Вайле».
18 февраля 2022 года Джеймс отправился в аренду в клуб Украинской премьер-лиги «Черноморец» (Одесса) до конца года, но из-за начавшегося вторжения России на Украину он был вынужден вернуться в «Вайле». 29 июня Джеймс вернулся в «Черноморец», подписав постоянный контракт. 8 февраля 2023 года Джеймс покинул «Черноморец», после того как клуб пошёл навстречу игроку, попросившему расторгнуть его действующий контракт по семейным обстоятельствам.
10 марта 2023 год Джеймс подписал контракт с клубом Канадской премьер-лиги «Фордж». По итогам сезона 2023 Джеймс был включён в символическую сборную КПЛ и номинировался на звание защитника года в КПЛ.
30 декабря 2023 года Джеймс перешёл в клуб чемпионата Коста-Рики «Алахуэленсе», подписав двухлетний контракт.

## Международная карьера
В 2013 году Джеймс в составе молодёжной сборной Канады принял участие в молодёжном чемпионате КОНКАКАФ. На турнире он сыграл в матче против сборной США.
В 2015 году Джеймс в составе олимпийской сборной Канады принял участие в домашних Панамериканских играх. На турнире он сыграл в матче против Бразилии, Панамы и Перу.
16 января 2015 года в товарищеском матче против сборной Исландии Джеймс дебютировал за сборную Канады. 2 сентября 2016 года в отборочном матче чемпионата мира 2018 против сборной Гондураса он забил свой первый гол за национальную команду.
В 2017 году Джеймс попал в заявку сборной на участие в Золотом кубке КОНКАКАФ. На турнире он сыграл в матчах против команд Гондураса и Ямайки.

### Голы за сборную Канады
| #   | Дата            | Место                                            | Противник | Счёт | Результат | Соревнование                       |
| --- | --------------- | ------------------------------------------------ | --------- | ---- | --------- | ---------------------------------- |
| 01. | 2 сентября 2016 | Олимпико Метрополитано, Сан-Педро-Сула, Гондурас | Гондурас  | 0:1  | 2:1       | Чемпионат мира 2018 (квалификация) |
| 02. | 13 июня 2017    | Стад Сапуто, Квебек, Канада                      | Кюрасао   | 1:1  | 2:1       | Товарищеский матч                  |

## Достижения
Командные
 «Мидтьюлланн»
- Чемпион Дании: 2019/20
- Обладатель Кубка Дании: 2018/19

 «Фордж»
- Чемпион Канадской премьер-лиги: 2023

Личные
- Член символической сборной Канадской премьер-лиги: 2023